# Expressway 45 (Südkorea)
Der Expressway 45 , auch bekannt als Jungbu-Naeryuk Expressway (kor. 중부내륙고속도로, Jungbu Naeryuk Gosok Doro), ist eine Schnellstraße in Südkorea. Die Autobahn ist eine Nord-Süd-Route durch das Zentrum des Landes. Die Autobahn verläuft über die Mitte des Landes und passiert bis auf Daegu keine größere Stadt. Sie beginnt in Changwon an der südlichen Küste und endet bei Yangpyeong. Die Autobahn ist eine Alternative zu den anderen Autobahnen nach Seoul, wie der Expressway 1 und der Expressway 35. Der Expressway 45 ist 293 Kilometer lang.

## Straßenbeschreibung
Bei der Stadt Changwon beginnt der Expressway 45 an einer Kreuzung mit dem Expressway 102, der Autobahn von Guangzhou nach Busan im Osten. Die Autobahn verläuft mit 2 × 2 Fahrspuren nach Norden und überquert nach ein paar Kilometer den Expressway 10. Die Autobahn kreuzt etwas nach Norden den Fluss Nakdong und verläuft durch bergiges Gelände. Wie so oft üblich in Südkorea gibt es eine direkte Parallele 2 × 2 Autobahnbrücke entlang des Expressway 45. Etwa 25 Kilometer südwestlich von Daegu wird der Expressway 451 gekreuzt, der nach Daegu verläuft. Der Expressway 45 verläuft westlich von Daegu entlang nach Norden.
Die Autobahn verläuft dann durch eine Reihe von Tunneln und überquert den Expressway 12, der von der Stadt Gwangju nach Daegu läuft. Danach verläuft die Autobahn durch bergiges Gelände im Norden und überquert in der Nähe von Gumi den Expressway 1, die Hauptverkehrsader von Südkorea. Der Expressway 45 ist ab hier auch eine Alternative zum Expressway 1 bis nach Seoul. Einen paar Kilometer nach Norden wird der Expressway 30 gekreuzt.
Im Norden sind die Berge höher mit bis zu 1000 Metern, aber die Autobahn folgt weitgehend einem Flusstal. Die Autobahn hat eine Reihe von Tunneln einige sind hier mehrere Kilometer lang. Die Autobahn verläuft entlang der Stadt Chungju, der letzten großen Stadt auf der Strecke. Danach führt die Autobahn durch ein flaches Teil im Zentrum von Südkorea. Bei Yeoju wird der Expressway 50 gekreuzt und endet einige Kilometer nördlich bei Yangpyeong.

## Geschichte
Die Autobahn wurde am 29. April 1992 genehmigt und geplant. Am 28. September 2001 wurde die Strecke von Gimcheon und Sangju geöffnet. Im gleichen Jahr wird der Teil zwischen Changwon und dem Expressway 451 in Daegu eröffnet. Am 20. Dezember 2002 eröffnete der nördliche Teil zwischen Changju und Yeoju. Am 16. Januar 2004 eröffnet eine kurze Stück zwischen Sangju und Sangju-Nord und am 15. Dezember in diesem Jahr der Teil zwischen Chungju öffnet nach Sangju, die eine Hauptroute zwischen Gimcheon und Yeonju war.
Am 30. November 2007 eröffnet der Abschnitt zwischen der Kreuzung mit dem Expressway 451 bei Hyeongpung und Expressway 1, so dass ein Bypass für Daegu für den Nord-Süd-Verkehr entsteht, der zuvor über den Expressway 1 und Daegu in Richtung der Südküste lief. Am 28. Dezember 2012 eröffnete der südliche und letzte Teil der Autobahn für den Verkehr.

## Eröffnungsdaten der Autobahn
| von         | nach                | Länge   | Datum      |
| ----------- | ------------------- | ------- | ---------- |
| Naeseo      | Daegu (1 × 2)       | 84,2 km | 17.12.1974 |
| Changnyeong | Okpo (2 × 2)        | 12,5 km | 24.12.1986 |
| Naeseo      | Changnyeong (2 × 2) | 37,4 km | 27.12.1995 |
| Gimcheon    | Sangju              | 31,9 km | 28.09.2001 |
| Chungju     | Yeoju               | 31,9 km | 28.09.2001 |
| Sangju      | Sangju-Nord         | 13 km   | 16.01.2002 |
| Sangju-Nord | Chungju             | 64,9 km | 15.12.2004 |
| Hyeongpung  | Gimcheon            | 61,6 km | 30.11.2007 |
| Yeoju       | Yeoju-Nord          | 17,4 km | 15.09.2010 |
| Yeoju-Nord  | Yangpyeong          | 28,5 km | 28.12.2012 |

## Verkehrsaufkommen
Das Verkehrsaufkommen in den Ballungsgebieten ist hoch mit bis zu 50.000 Fahrzeugen pro Tag. Weiter südlich und in der Mitte des Landes ist das Verkehrsaufkommen mit ca. 10.000 bis 30.000 Fahrzeugen pro Tag wesentlich geringer.

## Ausbau der Fahrbahnen
| von    | nach       | Länge  | Fahrspuren |
| ------ | ---------- | ------ | ---------- |
| Naeseo | Yangpyeong | 302 km | 2 × 2      |